# Kuala Sungai Batang
Kuala Sungai Batang is een bestuurslaag in het regentschap Indragiri Hilir van de provincie Riau, Indonesië. Kuala Sungai Batang telt 679 inwoners (volkstelling 2010).